# Clã Buchan
O Clã Buchan é um clã escocês do distrito de Buchan, Escócia.
O atual chefe é David Buchan de Auchmacoy.